# Oleksandrivka, Mahdalînivka
Oleksandrivka (în ucraineană Олександрівка) este localitatea de reședință a comunei Oleksandrivka din raionul Mahdalînivka, regiunea Dnipropetrovsk, Ucraina.

## Demografie
Componența lingvistică a localității Oleksandrivka
     Ucraineană (91,08%)
     Rusă (7,87%)
     Alte limbi (0,79%)
Conform recensământului din 2001, majoritatea populației localității Oleksandrivka era vorbitoare de ucraineană (91,08%), existând în minoritate și vorbitori de rusă (7,87%).